# Girolamo Priuli
Girolamo Priuli (Venezia, 1486 – Venezia, 4 novembre 1567) è stato un mercante e politico italiano, 83º doge della Repubblica di Venezia dal 1559 alla morte.

## Biografia

### Giovinezza
Era figlio di Alvise di Nicolò Priuli, del ramo "di San Stae", e di Chiara di Giacomo Lion. Durante la giovinezza fu impegnato nei commerci, tant'è che tra il 1514 e il 1518 è attestata la sua presenza in Siria e in Egitto; questa attività lo rese particolarmente ricco, come dimostra l'incremento tra le dichiarazioni di decima del 1537 (781 ducati di rendite) e del 1566 (1263,13 ducati).

### Matrimonio
Il 30 aprile 1520 era tornato a Venezia, infatti in quella data, mediante l'esborso di 500 ducati, era riuscito ad entrare in Senato. Nel gennaio 1525 si unì in matrimonio con Elena di Antonio Diedo che gli diede un solo figlio, Ludovico (ovvero Alvise), morto privo di discendenza.

### Carriera politica
Inizialmente non fu molto interessato alla vita pubblica, preferendo lasciare al fratello Lorenzo le incombenze della politica. Seppe comunque distinguersi come benemerito della patria offrendo al governo prestiti di denaro (per esempio negli anni 1520, durante la guerra della Lega di Cognac), cosa che gli permise di entrare nuovamente in Senato nel 1529.
Questo evento segnò l'inizio della sua carriera politica, in realtà piuttosto discontinua, disorganica e priva di obiettivi precisi. Fu provveditore alle Pompe (1531), componente della giunta del Senato (1532), provveditore alle Biave (1535), ufficiale sopra gli Atti del sopragastaldo (1539), savio alla Mercanzia (1540); grazie all'esperienza nei commerci, quest'ultimo ruolo gli fu riconfermato nel 1542, nel 1548 e nel 1550. Fece anche parte del Consiglio dei dieci (1543, 1545, 1547, 1549, 1551, 1552, 1554), forse su pressione del fratello Lorenzo. Divenne inoltre uno dei venticinque savi incaricati di rivedere l'estimo cittadino (1548), quindi fu consigliere ducale per Dorsoduro (1551, si era infatti trasferito a San Barnaba) e savio sopra le Lagune (1552), ruolo subito abbandonato per diventare governatore delle Entrate. Nel medesimo anno fu nominato provveditore all'Arsenale, poi provveditore all'Armamento (1553), conservatore delle Leggi (1556) e provveditore sopra Beni inculti (1556).
Nel luglio 1556 Lorenzo fu eletto doge, portando prestigio a tutta la sua famiglia; così il 30 maggio 1557 Girolamo veniva nominato procuratore di San Marco de ultra. La sua carriera proseguì di nuovo come provveditore all'Arsenale (1557) e conservatore delle Leggi (1558).

### Dogato
Il 29 agosto 1559 Lorenzo morì, dopo un dogato di appena due anni. Per questa ragione la scelta del successore cadde su Girolamo, sebbene fossero stati necessari trentasei scrutini prima che fosse eletto, il 1º settembre successivo.
Le questioni belliche erano concluse già da qualche mese con la pace di Cateau-Cambrésis e anche il Concilio di Trento volgeva al termine. Il suo governo si svolse quindi in un periodo piuttosto sereno, sia sul piano interno che su quello internazionale.
Di presenza maestosa e grave, descritto impietosamente da un fiorentino come «un uomo grosso che non può quasi parlare per aver impedimento nella lingua», fu indubbiamente una persona generosa e pia, sostenitore dei Gesuiti e sensibile alle esigenze del popolo. Durante i festeggiamenti per la sua elezione, fece distribuire denaro e viveri ai più bisognosi. Durante la carestia del 1560, su suggerimento del gesuita Benedetto Palmio, istituì dei centri di assistenza per i poveri in ciascuna delle parrocchie della città; nel Natale 1563 chiamo un altro gesuita, Alfonso Salmeròn, di ritorno dal Concilio, a predicare a Venezia.

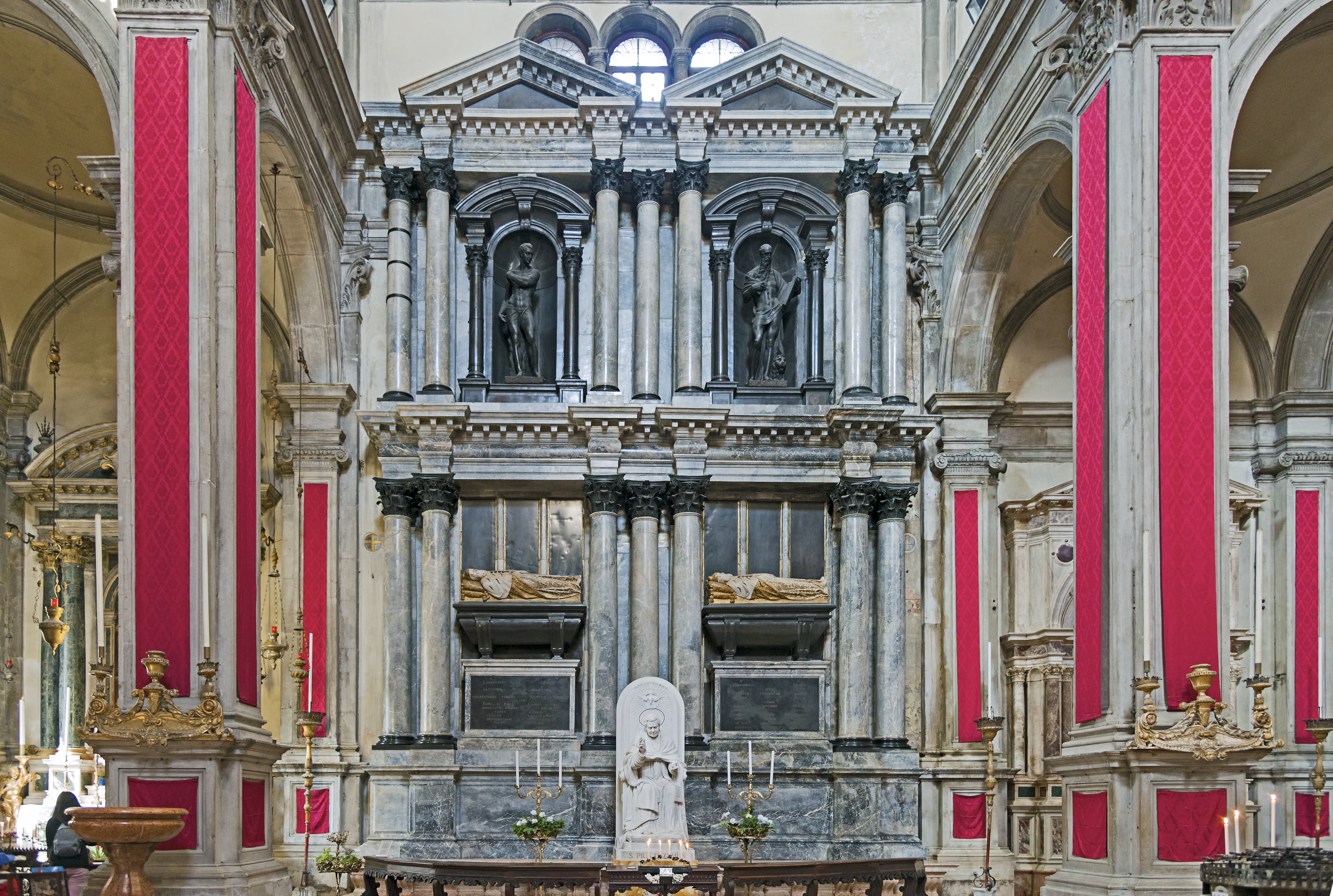
Monumento funebre dei dogi Lorenzo e Gerolamo Priuli nella chiesa di San Salvador.

Morì il 4 novembre 1567 e fu sepolto nella chiesa di San Domenico, accanto al fratello, che nel 1536 aveva provveduto a restaurare con il convento annesso (i loro resti furono dispersi durante la demolizione del complesso, ai primi dell'Ottocento). Il figlio Ludovico, in aggiunta, costruì ai due dogi un altro monumento funebre nella più centrale chiesa di San Salvador.